# ديفيد سيرادزه
ديفيد سيرادزه (بالإنجليزية: David Siradze)‏ (مواليد 21 أكتوبر 1981 في تبيليسي) لاعب كرة قدم جورجي دولي يجيد اللعب في خط الهجوم . يلعب حاليا لصالح نادي سبارتاك نالتشيك الروسي منذ 2009 .

## روابط خارجية
- ديفيد سيرادزه على موقع الاتحاد الدولي (مؤرشف)  (الإنجليزية)
- ديفيد سيرادزه على موقع الاتحاد الأوربي (الإنجليزية)
- ديفيد سيرادزه على موقع اتحاد تركيا (لاعب) (الإنجليزية)
- ديفيد سيرادزه على موقع قاعدة بيانات كرة القدم.إي يو (الإنجليزية)
- ديفيد سيرادزه على موقع ناشيونال فوتبول تيمز (الإنجليزية)
- ديفيد سيرادزه على موقع Soccerway.com (الإنجليزية)
- ديفيد سيرادزه على موقع عالم كرة القدم.نت (الإنجليزية)
- ديفيد سيرادزه على موقع كووورة